# Municipio de Teya
El municipio de Teya es uno de los 106 municipios del estado mexicano de Yucatán. Su cabecera municipal es la localidad homónima de Teya, en cuanto a su fundación, aún no se tiene clara una fecha en particular, sin embargo se hace mención a la encomienda de Teya desde 1565.

## Toponimia
El nombre del municipio, Teya, significa en lengua maya lugar del árbol de zapote. En Yucatán se trataría del árbol del fruto llamado chicozapote.

## Colindancia
El municipio de Teya colinda al norte con Cansahcab, al sur con Tekantó y Tepakán, al oriente nuevamente con Tepakán y al occidente con el municipio de Suma

## extensión
El municipio de Teya ocupa una superficie de 65.15 km².

## Datos históricos

#### Época prehispánica
- Perteneció a la provincia de Ah-Kin-chel.

#### Época Colonial
Después de la conquista se estableció el régimen de las encomiendas, entre las que se pueden mencionar las siguientes: 
- 1565 - Alonso de Castro.[6]
- 1607 - Benito Durán.
- 1624 - Juan Chacón de Aguilar.[7]
- 1688 - Anastasio Chacón de Ascorra.
- 1690 - María Barbosa e Ignacia Salazar.
- 1778 - Juliana Solís.[8]
- 1815 - Manuel Buendía.[9]

#### Época contemporánea
- 1825: Teya, después de la independencia de Yucatán se integró al partido de la Costa, teniendo como cabecera a Izamal
- Anterior a 1840 - El distrito de Izamal se divide en cuatro partidos (Izamal, Sotuta, Motul y Temax), Teya comprende al partido de Izamal.
- 1840 - El Estado de Yucatán se divide en 5 Departamentos y estos en 18 Partidos; el Departamento de Izamal se divide en dos partidos (Izamal y Motul), Teya comprende al partido de Motul.
- 1853 - El Estado de Yucatán se divide en 5 Distritos y 15 Partidos, 4.º Distrito los Partidos de Izamal y Motul.
- 1867 - Yucatán se divide en 16 Partidos, Teya comprende el Partidos de Izamal.
- 1910 - Se anexa el Pueblo de Suma a la Municipalidad de Teya.
- 1914 - La finca rústica "Chunxán" dejará de pertenecer al municipio de Teya, y formará parte del Municipio de Tepakán
- 1919 - el pueblo de Suma deja de formar parte de la comprensión municipal de Teya y pasa a formar parte de la de Cansahcab.[10]

## Economía
El municipio de Teya al estar enclavado en la zona henequenera del estado, ha sido tradicionalmente productor de henequén y basó en este su economía durante mucho tiempo, las desfibradoras Cordemex y la Hacienda San Antonio Holcá fueron las principales fuentes de trabajo directas e indirectas para la mayor parte de la población. 
Durante la segunda mitad de 1968, se vivió una etapa de protestas, mítines y paros e incluso algunas movilizaciones. El 21 de Julio un contingente formado por cerca de 2 mil ejidatarios, se presentó en las oficinas centrales del Banco Agrario, para protestar por los malos manejos de los inspectores de campo, la desclasificación de la fibra ejidal por parte de Cordemex y en contra de la orden de no aceptar hojas menores de 60 centímetros. 
Las demandas que presentaron fueron las siguientes:  
1. La aceptación de fibras menores de 60 centímetros.
2. Que se les devuelvan las tareas a los hijos de los ejidatarios.
3. La destitución del director de Cordemex.
4. La desaparición de Cordemex.

El contingente provenía de las regiones de: Izamal, Teya, Holactún, San José Tzal y otros.
A partir de la declinación de la industria henequenera, el municipio diversificó sus actividades productivas, se puede contar en menor medida la actividad bovina y porcina, se cultiva el maíz, el frijol, hortalizas y variedades de chiles para auto consumo. 
Finalizado el auge henequenero, en su mayoría jóvenes y adultos iniciaron la migración hacia puntos turísticos como Cancún, Playa del Carmen y Cozumel, otros pocos a la ciudad de Mérida.
Durante un par de años se estableció una empresa dedicada al cultivo de tomate, pepino y pimiento.
En la actualidad la población económicamente activa, tiene como fuentes de ingreso la albañilería, servicio doméstico, servicio atención al ramo turístico; actividades que desempeñan en su mayoría en la ciudad de Mérida otro tanto desempeña funciones en el Ayuntamiento, dentro de la población existen varias tiendas de abarrotes y algunas cervecerías, todas ellas negocios familiares.

## Atractivos turísticos
- Arquitectónicos: En la cabecera municipal hay una parroquia en donde se venera a San Bernabé, construida en el siglo XVII.

- Fiestas Populares:
  - 11 de junio se lleva a cabo la fiesta en honor a San Bernardino
  - Fin de abril la fiesta en honor de San Bernabé, patrono de la población.

En ambas se organizan procesiones, gremios y la tradicional vaquería.

## cronología de los presidentes municipales
- 1941 - 1942 Antonio Pérez.
- 1943 - 1945 Victor Duran C.
- 1945 - 1946 Bonifacio Brito.
- 1947 - 1949 Bernabé Sánchez.
- 1950 - 1952 Dionisio Chan.
- 1953 - 1955 Bernabé Sánchez R.
- 1956 - 1958 Silvio Medina Adrian.
- 1959 - 1961 Juan Medina A.
- 1962 1964 Candelario Medina Godoy.
- 1965 - 1967 Epifanio Cabrera Dzul.
- 1968 - 1970 Porfirio Adrian Arceo.
- 1971 - 1973 Herminio Aguirre Delgado.
- 1974 - 1975 Laureano Arceo Dzul.
- 1975-1976    alberto nuñez

1976 - 1978 Hernan Sánchez Cortes.
- 1979 - 1981 Gregorio Medina Núñez.
- 1982 - 1984 Laureano Arceo Dzul.
- 1985 - 1987 Emilio Arceo Coral.
- 1988 - 1991 Miguel Ángel Aguirre Pereira.
- 1991 - 1993 Profr. Fermin Chan Colli.
- 1994 - 1995 Julian Cervera Criollo.
- 1995 - 1998 Porfirio Arceo Coral.
- 1998 - 2001 Julian Cervera Criollo.
- 2001 - 2004 Porfirio Arceo Coral.
- 2004 - 2007 Miguel Ángel Aguirre Pereira.
- 2007 2010 Gualbert Anania Sánchez Mukul.
- 2010 - 2012 Porfirio Arceo Coral.
- 2012 - 2015 Ramón Estrella Sánchez.
- 2015 - 2018 Porfirio Arceo Coral.
- 2018 - 2021 Luis Alberto Nuñez Hau.